# Francisco Orts Llorca
Francisco Orts Llorca (Tampico, México 1905 - Madrid 1993) fue médico, anatomista y embriólogo. De familia española, nació en México a causa de que su padre era marino. A los tres años, la familia se trasladó a vivir a Benidorm (Marina Baja). 
Licenciado en Medicina y Cirugía por la Universidad de Valencia en 1928, en 1935, obtuvo la cátedra de anatomía de la Universidad de Cádiz. Durante la guerra civil española, refugiado en el área republicana, fue agregado a la Universidad de Valencia. Fue discípulo de Henri Rouviére en París (Francia), Alfred Fischel en Viena (Austria), Walter Vogt en Múnich (Alemania) y Pedro Ara en Madrid (España). Sus viajes internacionales antes de la Guerra Civil fueron financiados por la Junta para Ampliación de Estudios e Investigaciones Científicas, que llegó a construirle un laboratorio de embriología experimental.
Fue nombrado catedrático de Anatomía de la Universidad de Madrid. Fue uno de los impulsores de la asimilación de la nueva visión de la anatomía de Hermann Braus en España y el introductor de la embriología experimental en el país.

## Reconocimientos
- Doctor honoris causa por la Universidad de Córdoba (Argentina)
- Doctor honoris causa por la Universidad de Barcelona
- Cruz de San Jorge (1987)

## Obras
Además de decenas de trabajos de investigación en embriología (descriptiva y experimental), en las que hizo importantes aportaciones al desarrollo del corazón, publicó: 
- Anatomía humana (1944). Su obra más conocida, en tres tomos, libro de texto durante muchos años en diversas Facultades de Medicina españolas. Primera aportación de la anatomía brausiana en España. La sexta y última edición es de 1986 (ISBN 84-224-0697-7), se divide en tomo I (Aparato locomotor), II (sistema nervioso y órganos de los sentidos) y III (corazón, vasos, sistema nervioso periférico y vísceras).
- La fisiología del desarrollo y su importancia en biología (1956)
- Tratamiento del infarto cerebral (1979)

## Discípulos
Creó una extensa escuela anatómica, sólo comparable en su momento con la creada por José Escolar García. Ambas se extendieron por casi todo el territorio español durante el período de la dictadura franquista y la Transición democrática.
Los principales discípulos de Orts fueron:
- José Luis Martínez Rovira (1925-1988) Fue catedrático Anatomía en la Universidad de Cádiz.
- Antonio López Rodríguez (1925-1997)  Fue catedrático Anatomía en la Universidad de Cádiz.
- José María Genis Gálvez (1928-2003). Primero catedrático en la Universidad de Salamanca y posteriormente en la de Sevilla.
- Domingo Ruano Gil (1932-2016). Fue catedrático de anatomía en la Universidad de Barcelona.
- Narciso Luis Murillo Ferrol (1927-2013). Fue catedrático de anatomía veterinaria en la Universidad de Zaragoza.
- Juan Jiménez Collado (1932-2020) Fue catedrático de Anatomía en la Universidad Complutense de Madrid.
- José Francisco Rodríguez Vázquez (n. 1958) Catedrático de Anatomía en Madrid.
- Manuel Anitua Solano (1932-2024)
- Juan de Dios García García (n. 1930)  Fue catedrático de Anatomía en la Universidad de Granada.
- Rafael González Santander (n. 1932). Dedicado a la histología, fue catedrático de la disciplina en la Universidad de Alcalá de Henares.
- Josep María Domènech Mateu (1944-2019). Fue catedrático de Anatomía en la Universidad Autónoma de Barcelona.